# Las Mercedes (Amazonas)
Pour les articles homonymes, voir Mercedes.
Las Mercedes est une localité de la paroisse civile de Medio Ventuari dans la municipalité de Manapiare dans l'État d'Amazonas au Venezuela sur les rives du río Ventuari.